# گری رایت
گری رایت (انگلیسی: Gary Wright؛ زادهٔ ۲۶ آوریل ۱۹۴۳) یک موسیقی‌دان اهل ایالات متحده آمریکا است. 
وی از سال ۱۹۶۰ میلادی تاکنون مشغول فعالیت بوده‌است.